# Història del Kazakhstan

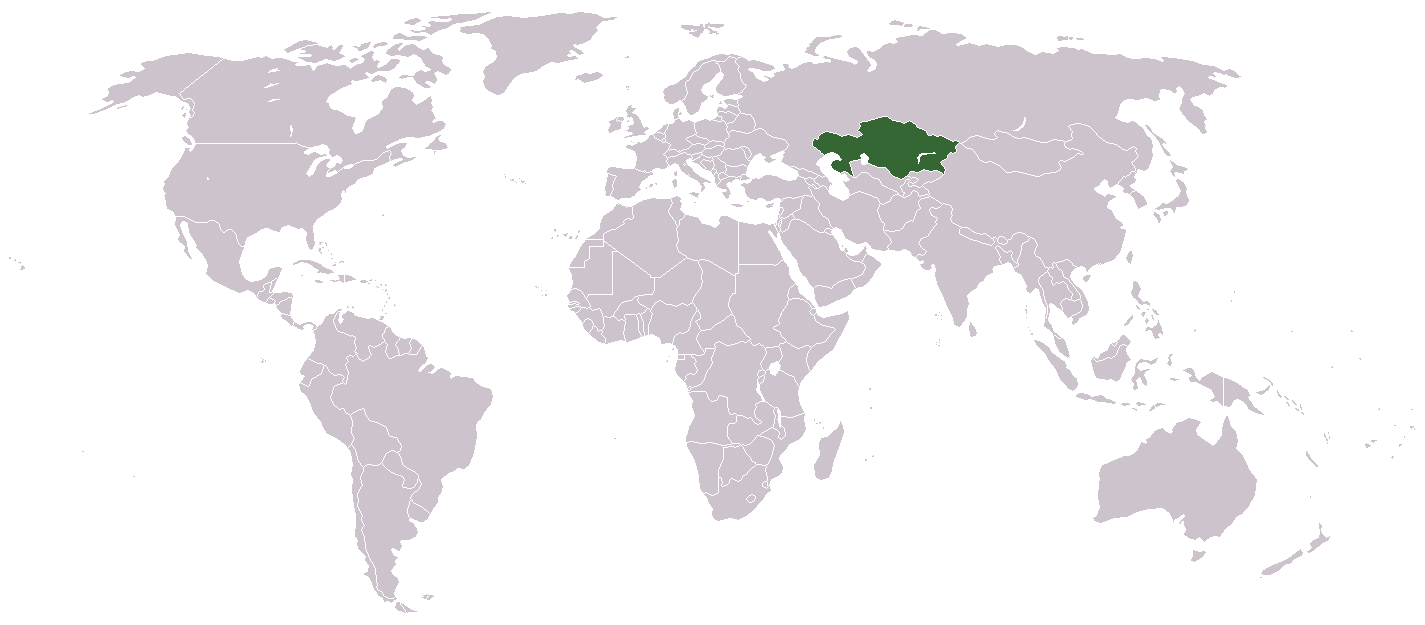
Localització del Kazakhstan

La història del Kazakhstan descriu el passat humà en la part més àmplia del cinturó de l'estepa eurasiàtica que fou la llar i la cruïlla de camins per a nombrosos grups humans, començant per l'extint pitecantrop i el sinantrop -1.000.000 - 800.000 aC a les Muntanyes Karatau, la mar Càspia i àrees de Balkhaix; l'Home de Neandertal fa 140.000 anys a les Muntanyes Karatau i Kazakhstan Central, i l'arribada de l'Homo Sapiens modern, entre 40 i 12.000 anys aC al sud, centre i est del Kazakhstan. Després del final del darrer període glacial, 12.500 - 5.000 mil anys aC, els campaments s'estengueren per tot el territori del Kazakhstan i el període finalment conduí a l'extinció de grans animals (mamut, rinoceront llanut). Les comunitats de caçadors-recol·lectors inventaren l'arc i les barques, utilitzaven el llop domesticat i les trampes per caçar i desenvoluparen la cultura arqueològica Atbasar. Fa al voltant de 5.000 anys, durant el procés de la revolució neolítica aparegué la cria d'animals i agricultura, que formaren Atbasar, Kelteminar, Botai, Mokanjar, Ust-Narym, i altres cultures arqueològiques. A la cultura Botai (3600-3100 aC) hom li atribueix la primera domesticació de cavalls. Durant la Revolució meolítica, apareixen la ceràmica i les eines de pedra polides, de les quals se n'han trobat en diverses ubicacions a través de les estepes del Kazakhstan, valls de riu i muntanyes. El quart i tercer mil·lenni presenciaren el començament de la producció de metalls, la fabricació d'eines de coure i l'ús de motlles de foneria. Es van trobar fins a 100 indrets amb utensilis de coure forjat. Durant el segon mil·lenni, es desenvolupa l'extracció de minerals al Kazakhstan Central, apareix la cria d'animals de pastura a nivell extensiu, i l'economia nòmada de cavalls es converteix en una tecnologia desenvolupada com a mètode de producció viable a les estepes eurasiàtiques.
El canvi de condicions climàtiques forçà els trasllats massius de poblacions dins i fora del cinturó d'estepes. El període d'aridització que es perllongà durant un mil·lenni des del final del 2n mil·lenni fins al començament del 1r mil·lenni aC conduí al despoblament dels cinturons àrids i les àrees d'oasis de les valls fluvials; la seva població es traslladà cap al nord a la zona d'estepes boscoses. Les noves poblacions emigraren a la fi del període àrid, al començament del 1r mil·lenni aC, i van repoblar àrees abandonades amb fluxos procedents de l'oest i de l'est, creant societats simbiòtiques que començaven a formar-se al segle XVI aC. En el segle iii aC l'emergent Imperi Hun ocupà la totalitat del Kazakhstan entre els seus territoris, i comença el període històric del Kazakhstan. Poc després de la seva creació absorbí 26 possessions independents, i uní diverses poblacions de l'estepa i el bosc en un estat únic. Després que la desaparició de l'Imperi Hun Oriental, el poble Tele del Kazakhstan, conegut en annals xinesos com a Tiele, formà unions tribals que es convertiren en una atracció cobejada pels successors huns, però generalment van mantenir la independència de les seves unions. En el segle vi, el poble del Kazakhstan fou altre cop absorbit per una nova entitat política, el Kaganat turquès, que controlà aproximadament la mateixa àrea que l'Imperi Hun Oriental. Posteriorment, parts importants del Kazakhstan foren governades successivament pels kaganats uigur i kirguís. Durant l'Alta Edat Mitjana, van sorgir també un cert nombre d'estats independents al Kazakhstan, els més coneguts dels quals foren la Unió Kangar, l'Estat Oghuz Yabghu, i el Kanat Qarakhànida. Al segle xiii Kazakhstan caigué sota el domini de l'Imperi Mongol, i romangué en l'esfera dels estats successors dels mongols fins a l'Edat Moderna. A començament del segle xvi, diverses parts del Kazakhstan foren annexionades per l'Imperi Rus, i el que romangué fou absorbit gradualment en un Turquestan Rus, a partir del 1867. La República moderna del Kazakhstan fou separada en una entitat política nova durant la subdivisió soviètica del Turquestan Rus durant els anys 1930.

## Prehistòria

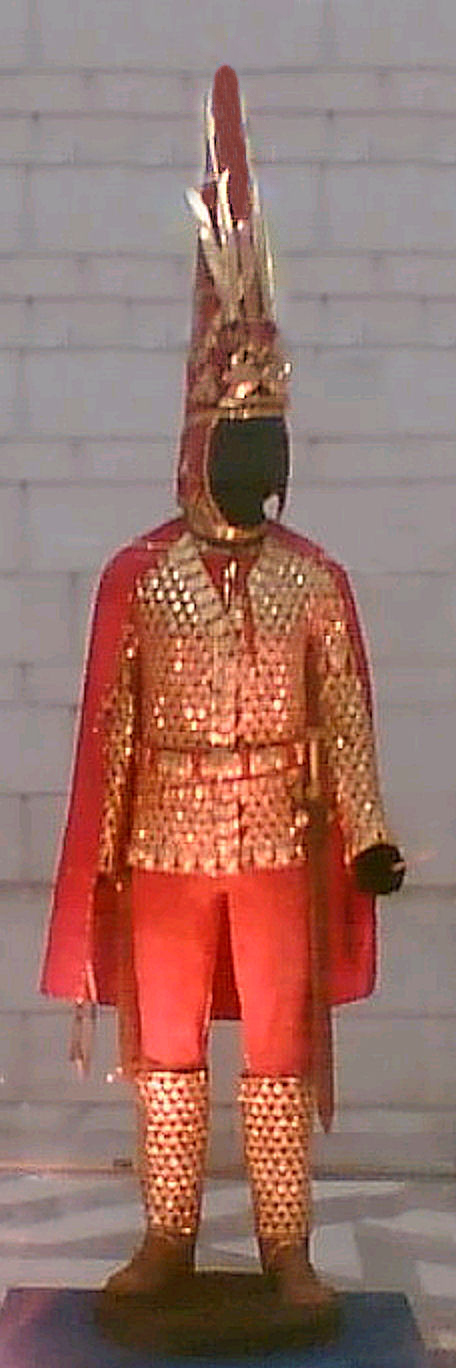
Una armadura de desfilada, estil catafracta d'un sace reial d'Issyk kurgan.

Els humans han habitat l'actual Kazakhstan des del principi de l'Edat de pedra, generalment seguint el pasturatge nòmada per qual s'ajusten millor el clima i el terreny de la regió. Les cultures preshistòriques de l'edat del bronze que s'estenien al territori kazakh inclouen la Cultura de Srubna, la Cultura d'Andrónovo i la Cultura d'Afanàsevo. Entre el 500 aC i el 500 dC, el Kazakhstan fou la llar de les primeres cultures guerreres nòmades: els saces i els huns.

## Història antiga
El primer estat ben documentat a la regió fou el Kaganat turquès, o Göktürks, estat köktürk, establert pel clan d'Aixina, que sorgí al segle vi. Els karlucs, una confederació de tribus turqueses, establiren un estat en el que és ara Kazakhstan oriental el 766. Als segles VIII i IX, parts del sud del Kazakhstan foren conquerides per àrabs, que hi introduïren l'Islam. Els oghuz controlaren el Kazakhstan occidental des del segle ix fins al segle xi; les poblacions de kimaks i kiptxaks, també d'origen turquès, controlaven l'est més o menys a la mateixa època. Al seu torn, els cumans controlaren el Kazakhstan occidental aproximadament des dels anys 1100 fins als anys 1220. El gran desert central del Kazakhstan encara s'anomena Daixti-Kiptxak, o Estepa Kiptxak. La capital (Astanà) fou la llar de molts huns i saces.
Al segle ix, la confederació Qarluq formava l'Estat karakhànida, que llavors conquerí la Transoxiana, la zona del nord i l'est de l'Amudarià. A principis del segle xi, els Qarakhànides lluitaven constantment entre si mateixos i amb els turcs seljúcides al sud. Els Qarakhànides, que s'havien convertit a l'islam, foren conquerits durant els anys 1130 pels Kara-khitai, un poble mongol que s'havia traslladat a l'oest, provinent del nord de la Xina. A mitjan segle xii, un estat corasmi independent, situat al llarg de l'Amudarià se separà de l'afeblit Kanat Kara-khitai, però la major part d'aquest kanat perdurà fins a la invasió mongola de Genguis Kan el 1219-1221.
Després de la conquesta mongola del kanat Kara-Khitai, el Kazakhstan caigué sota el control d'una successió de governants de l'Horda d'Or mongola, la branca occidental de l'Imperi Mongol. L'horda o jüz és la precursora del clan actual. A principis del segle xv, l'estructura de govern s'havia fragmentat en uns quants grans grups coneguts com a kanats, incloent-hi l'Horda de Nogai i el Kanat de Bukharà.
El terme kazakh va aparèixer a mitjan segle xv, sent inicialment utilitzat per a referir-se als grups separats de l'estat uzbek i que formaven una unitat independent política. Més endavant guanyà un significat ètnic.

## Kanat Kazakh (1465-1731)
El Kanat Kazakh es fundà el 1465 a les ribes del Jetissú (literalment significa set rius) en la part sud-est de l'actual Kazakhstan per Djanibek Khan i Karai Khan. Durant el regnat de Kasim Khan (1511-1523), el Kanat Kazakh s'expandí considerablement.
Kasim Khan instituí el primer codi legal Kazakh de drets el 1520, anomenat "Qasym Khannyn Qasqa Zholy" (Carretera Brillant de Kasym Khan).
Altres prominents kans kazakhs foren Ak Nazar Khan, Ixim Khan, Tiavka Khan i Abylai Khan.
El kanat kazakh no tenia sempre un govern unificat. Els kazakhs es dividiren tradicionalment en tres parts - la Gran Horda Kazakh, Horda Mitjana Kazakh i Horda Petita Kazakh. Totes les hordes havien d'acceptar el fet de tenir un kan comú. En particular, el 1731 no hi havia cap mena de lideratge kazakh fort, i les tres hordes s'incorporaren a l'Imperi Rus una per una. En aquell punt, el kanat kazakh deixà d'existir.
El kanat kazakh es descriu en textos històrics com el Tarikh-i-Rashidi (1541-1545) per Muhammad Haidar Dughlat i Zhamigi-a-Tavarikh (1598-1599) per Kadyrgali Kosynuli Zhalayir.

## A l'Imperi rus (1731-1917)

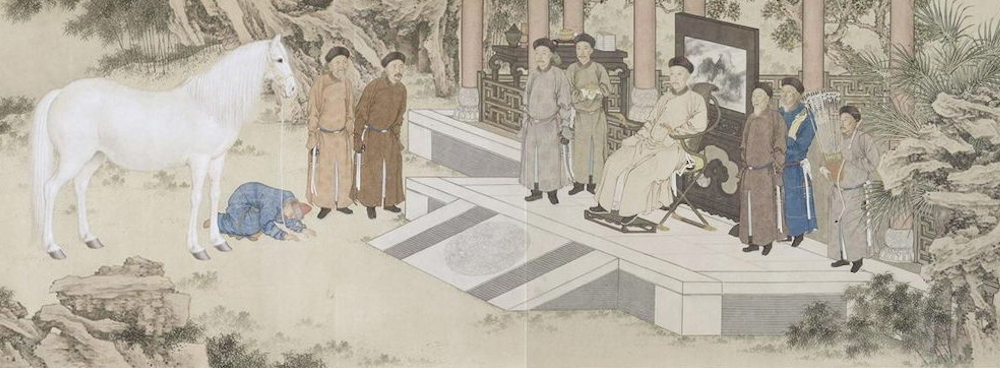
Els Kazakhs reparteixen un cavall blanc com a regal a l'Emperador Qianlong de la Xina (1757), aviat després de la conquesta Qing de Xinjiang. Aviat, el comerç intensiu començava en Kulja i Chuguchak, cavalls Kazakh, ovella i cabres que es canviaven per seda xinesa i teixits de cotó.

Els comerciants russos i els soldats començaren a aparèixer a la vora nord-occidental de territori kazakh al segle xvii, quan els cosacs establien els forts que més tard es convertiren en les ciutats de Iaitsk (moderna Oral) i Guriev (moderna Atirau). Els russos pogueren apoderar-se del territori kazakh perquè els kanats estaven preocupats per kanat jungar, que a finals del segle xvi s'havia començat a traslladar a territori kazakh des de l'est. Forçat cap a l'oest en el que anomenen la seva Gran Retirada, els Kazakhs estaven cada cop més agafats entre els calmucs i els russos. Dues de les hordes kazakh depenien de l'Oirat Huntaiji. El 1730 Abu l-Khayr Khan, un dels kans de l'Horda Petita, demanà l'ajuda russa. Encara que la intenció d'Abul Khayr havia estat de formar una aliança provisional més forta contra els calmucs, els russos assoliren el control permanent de l'Horda Petita com a resultat de la seva decisió. Els russos conqueriren l'Horda Mitjana pel volts del 1798, però la Gran Horda s'ho manegà per romandre independent fins als anys 1820, quan l'expansió del Kanat de Kokand al sud forçà els kans de la Gran Horda a triar la protecció dels russos, que els semblava el menor de dos mals.
La colonització del Kazakhstan per Rússia fou alentida per revoltes nombroses i guerres al segle xix. Per exemple, les revoltes d'Isatay Taymanuly i Makhambet Utemisuly el 1836-1838 i la guerra liderada per Eset Kotibaruli el 1847-1858 foren alguns d'aquests esdeveniments de resistència anticolonial.
El 1863, l'Imperi Rus elaborà una nova política imperial, anunciada a la Circular de Gortxakov, on s'afirmava el dret d'annexionar-se àrees "molestes" a les fronteres de l'imperi. Aquesta política conduí immediatament a la conquesta russa de la resta de l'Àsia central i la creació de dos districtes administratius, la General-Gubernatorstvo governació general del Turquestan Rus i la de Les Estepes. La majoria del Kazakhstan actual formava part del Districte de Les Estepes, i parts del Kazakhstan del sud actual, incloent-hi Almati (Verny), es trobaven a la governació del Turquestan Rus.
A partir de la segona meitat del segle xix va ocórrer la migració camperola des de Rússia, establint-se al nord, oest i sud-est del país.
A principis del segle xix, la construcció de forts russos començà a tenir un efecte destructiu sobre l'economia tradicional kazakh, tot limitant el territori, que un cop fou vast, sobre el qual les tribus nòmades podrien conduir els seus ramats. El principi de la fi del nomadisme començà durant els anys 1890, quan es van assentar diversos pobladors russos a les fèrtils terres del Kazakhstan del nord i oriental. El 1906, el Ferrocarril del Trans-Aral entre Orenburg i Taixkent fou completat, la qual cosa facilità encara més la colonització russa de les fèrtils terres de Semiretxie. Entre 1906 i 1912, s'hi van establir més de mig milió de granges russes com a part de les reformes de ministre rus de l'interior Piotr Stolýpin, la qual cosa suposà una pressió immensa sobre el mode tradicional de vida kazakh, en ocupar els prats i utilitzar els escassos recursos d'aigua. L'administrador del Turkestan (Kazakhstan actual) Vasile Balabanov fou el responsable del reassentament rus durant aquell temps.
Afamats i desplaçats, molts kazakhs s'uniren a la Revolta de l'Àsia central contra el reclutament per a l'Exèrcit imperial rus, que el tsar demanà el juliol de 1916 com a part de l'esforç contra Alemanya en la Primera Guerra Mundial. A finals del 1916, les forces russes reprimiren brutalment l'extensa resistència armada, amb la presa del territori i el reclutament dels habitants de l'Àsia central. Milers de kazakhs foren morts, i milers d'altres fugiren a la Xina i Mongòlia.
Molts kazakhs i russos combateren l'arribada del comunisme i es resistiren al seu control fins al 1920.

## L'autonomia Alaix (1917-1920)

Bandera de l'Horda Alaix

El 1917 un grup de nacionalistes seculars coneguts com a Alaix Ordà, anomenats així per un fundador llegendari del poble kazakh, intentà establir un govern nacional independent: l'Autonomia Alaix. Aquest estat perdurà just durant dos anys (13 desembre de 1917 a 26 d'agost de 1920) abans de rendir-se a les autoritats bolxevics, que llavors procuraren de preservar el control rus sota un sistema polític nou.
Durant aquest període, l'administrador rus Vasile Balabanov tingué el control bona part del temps, amb el general Dootoff.

## A la Unió Soviètica (1920-1991)
La República Socialista Soviètica Autònoma Kirguís fou establerta el 1920 i posteriorment, el 1925, fou rebatejada com a República Socialista Soviètica Autònoma Kazakh, quan els kazakhs es diferenciaren oficialment dels kirguisos. L'Imperi Rus reconeixia la diferència ètnica entre els dos grups; anomenava ambdós com a kirguisos per tal d'evitar la confusió entre els termes kazakh i cosac (els dos noms originalment procedents del turquès '"home lliure".)
El 1925, la capital original de la república autònoma, Orenburg, fou reincorporada a territori rus. Khizilordà primer i el 1927 Almati (anomenada Alma-Ata durant el període soviètic), una ciutat provincial situada cap al sud-est, es convertiren en la capital. El 1936 el territori esdevingué una república soviètica plena, la República Socialista Soviètica del Kazakhstan, anomenada també el Kazakhstan. Amb una superfície de 2.717.300 km², la república del Kazakhstan era la segona república més gran del conjunt de la Unió Soviètica. Des de 1929 a 1934, durant el període en què es va col·lectivitzar l'agricultura hi hagué greus enfrontaments amb els propietaris rurals, el Kazakhstan patí nombroses fams, la república perdé un 22% de la població, molts kazakhs emigraren a altres repúbliques o a la Xina.
Durant la Segona Guerra Mundial, quan els exèrcits nazis amenaçaven de capturar tots els centres industrials europeus de la Unió Soviètica, molts ciutadans soviètics europeus i molta de la indústria de Rússia van ser reubicats al Kazakhstan. Els grups de tàtars de Crimea, alemanys i musulmans de la regió del Caucas del Nord foren deportats al Kazakhstan durant la guerra perquè es temia que poguessin col·laborar amb l'enemic. Molts polonesos (aproximadament un milió) procedents de Polònia Oriental envaïts per l'URSS el 1939 foren deportats al Kazakhstan. La població local esdevingué famosa per compartir el seu menjar escàs amb els desconeguts que es morien de gana.
Durant la Segona Guerra Mundial la República Socialista Soviètica del Kazakhstan va contribuir amb cinc divisions nacionals a les forces de la Unió Soviètica. Alguns dels seus combatents foren llorejats com a herois de guerra, i avui en dia són venerats encara pels kazakhs, com les heroines Manshuk Mametova, Aliya Moldagulova i la pilot Khiuaz Dospanova.
La Segona Guerra Mundial va provocar un augment de la industrialització i de l'extracció de minerals en suport de l'esforç de guerra. En el moment de la mort del líder de l'URSS, Jossif Stalin, el 1953, no obstant això, el Kazakhstan encara tenia una economia aclaparadorament agrícola. El 1953, el líder soviètic Nikita Khrusxov va iniciar la Campanya de les Terres Verges dissenyada per convertir les pastures tradicionals del Kazakhstan en una regió productora de cereals més important per a la Unió Soviètica. La política de les Terres Verges va aportar resultats diversos. No obstant això, juntament amb modernitzacions posteriors del líder soviètic Leonid Brejnev (al poder 1964-1982) va accelerar el desenvolupament del sector agrícola, que continua sent la font de subsistència per a un gran percentatge de la població del Kazakhstan.
Més població no-kazakhs arribarà durant els anys 1953-1965, durant l'anomenada Campanya de les Terres Verges de Khrusxov. Arribaren més pobladors els últims anys 1960 i el 1970, quan el govern oferia gratificacions a aquells treballadors que participessin en un programa per reubicar indústria soviètica a la vora dels extensos jaciments de carbó, gas i petroli de l'Àsia central. Una conseqüència del declivi de la població kazakh nòmada i la immigració de no-kazakhs fou que pels anys 1970 el Kazakhstan era l'única república soviètica en la qual la nacionalitat epònima era una minoria en la seva pròpia república.
El 1947, el govern sovièetic, dins el seu programa d'armament nuclear, va fundar un lloc de proves de bombes atòmiques a prop de la ciutat de Semipalatinsk, on es va realitzar la primera prova de la bomba nuclear soviètica el 1949. S'hi van fer centenars de proves nuclears fins al 1989 i va tenir conseqüències ecològiques i biològiques negatives. El moviment antinuclear del Kazakhstan es convertiria en una força política important a finals dels anys vuitanta.
El 1955 es va crear el Cosmòdrom de Baikonur a Toretam, que fou el centre dels llençaments del programa espacial soviètic.
Dins de l'estructura centralment controlada del sistema soviètic, el Kazakhstan tenia un paper industrial i agrícola vital; els vastos dipòsits de carbó descoberts en territori kazakh al segle XX prometien reemplaçar les exhaurides reserves de combustible als territoris europeus de la unió. Les vastes distàncies entre els centres industrials europeus i carbonífers del Kazakhstan representaven un problema formidable que fou només parcialment resolt amb els esforços soviètics per industrialitzar Àsia central. Aquest esforç va deixar en la nova República independent del Kazakhstan un llegat mixt: una població que inclou gairebé tants russos com kazakhs; la presència d'una classe dominant de tecnòcrates russos, que són necessaris al progrés econòmic però ètnicament no estan assimiliats; i una indústria energètica ben desenvolupada, basada principalment en el carbó i el petroli.
El desembre de 1986, es van produir manifestacions massives de joves ètnics kazakhs, més tard anomenats motins Jeltoqsan, a Almati per protestar contra la substitució del primer secretari del Partit Comunista de l'RSS el kazakh Dinmukhamed Konayev per Gennady Kolbin, de la RSF russa. Les tropes governamentals van reprimir els disturbis, hi van morir diverses persones i molts manifestants van ser empresonats. En els darrers temps del govern soviètic, el descontentament va continuar creixent i es va expressar políticament a partir de la política del glasnost del líder soviètic Mikhaïl Gorbachov.
El 25 d'octubre de 1990, Kazakhstan va declarar la seva sobirania al seu territori com a república dins de la Unió Soviètica. El Kazakhstan va declarar la independència el 16 de desembre de 1991, convertint-se així en l'última república soviètica que va declarar la seva independència. Deu dies després, la mateixa Unió Soviètica va deixar d'existir. El líder de l'època soviètica del Kazakhstan, Nursultan Nazarbàiev, es va convertir en el primer president del país, i el governaria durant els següents 28 anys.

## República del Kazakhstan (1991 - present)
El 16 de desembre de 1986, el Politburó soviètic cessà el que fou durant molt de temps Secretari General del Partit Comunista del Kazakhstan, Dinmukhamed Konaiev. El seu successor fou Gennadi Kolbin d'Uliànovsk, Rússia. Això provocà manifestacions en contra d'aquesta decisió. Aquestes manifestacions foren violentament reprimides per les autoritats, de manera que entre dues i vint persones moriren i entre 763 i 1.137 patiren diverses lesions. Entre 2.212 i 2.336 manifestants van ser arrestats. Igualment, Kolbin es preparà per desencadenar una purga dins de la Lliga de Joves Comunistes contra alguns simpatitzants; aquests moviments foren aturats per Moscou. Més tard el setembre de 1989, Kolbin fou reemplaçat pel kazakh Nursultan Abixulí Nazarbàiev.
El juny de 1990, Moscou declarava formalment la sobirania del govern central sobre el Kazakhstan, amb la qual cosa forçava el Kazakhstan a elaborar la seva pròpia declaració de sobirania. Aquest intercanvi en gran manera exacerbà tensions entre els dos grups ètnics més grans de la república, que en aquell punt eren numèricament iguals. A principis de la segona quinzena de l'agost de 1990, els nacionalistes kazakh i russos començaren a manifestar-se freqüentment al voltant de l'edifici del parlament del Kazakhstan, amb la intenció d'influir en la declaració final de sobirania que s'estava discutint a dins. La declaració s'adoptà l'octubre del 1990.
D'acord amb la pràctica usual en altres repúbliques en aquell temps, el parlament havia anomenat Nazarbàiev com el seu president, i llavors, ben aviat, havia convertit la presidència en la presidència de la república. En contrast amb els presidents de les altres repúbliques, especialment els que tenien al cap la independència dels Estats bàltics, Nazarbàiev romangué fortament compromès amb la perpetuació de la Unió Soviètica durant la primavera i l'estiu del 1991. Prengué aquesta posició en gran part perquè considerava massa interdependents les repúbliques per sobreviure econòmicament a la separació. Alhora, tanmateix, Nazarbàiev lluità durament per assegurar el control, per part de la república, de l'enorme riquesa mineral del Kazakhstan i el seu potencial industrial. Aquest objectiu esdevingué especialment important després del 1990, quan s'assabentà que Mikhaïl Gorbatxov havia negociat un acord amb Chevron, una companyia petroliera dels Estats Units, per desenvolupar els Jaciments petrolífers de Tengiz del Kazakhstan. Gorbatxov no consultà Nazarbàiev fins que les converses estigueren gairebé enllestides. Davant la insistència de Nazarbàiev, Moscou cedí control dels recursos minerals de la república el juny de 1991. L'autoritat de Gorbatxov s'esmicolà ràpidament durant el 1991. Nazarbàiev, tanmateix, li continuava donant suport, i instà persistentment altres líders de repúbliques perquè signessin el revisat Tractat de Creació de l'URSS, que Gorbatxov havia avançat en un últim intent de mantenir unida la Unió Soviètica.
A causa del cop intentat per la línia dura de Moscou en contra del govern de Gorbatxov l'agost de 1991, el Tractat de la Unió mai no s'arribà a signar. Ambivalent sobre la supressió de Gorbatxov, Nazarbàiev no condemnà l'intent de cop fins al seu segon dia. Tanmateix, una vegada que la incompetència dels colpistes quedà clara, Nazarbàiev donà tot el seu suport a Gorbatxov i per la continuació d'alguna mena d'unió, en gran part a causa de la seva convicció que la independència seria un suïcidi econòmic.
Alhora, tanmateix, Nazarbàiev pragmàticament començà a preparar la seva república per a una llibertat molt més gran, si no per a la independència real. Nomenà economistes professionals i tècnics per als alts càrrecs, i va començar a buscar el consell del desenvolupament exterior i experts en negocis. La prohibició del Partit Comunista del Kazakhstan, que havia donat suport a l'intent de cop d'estat, també permeté a Nazarbàiev de prendre virtualment el control total de l'economia de la república, més d'un 90% de la qual havia estat sota la parcial o total direcció del govern soviètic central fins a les darreries del 1991. Nazarbàiev consolidà la seva posició en guanyar una elecció indisputada a president el desembre de 1991.
Una setmana després de l'elecció, Nazarbàiev es convertia en el president d'un estat independent quan els líders de Rússia, Ucraïna i Belarús signaren els documents que dissolien la Unió Soviètica. Nazarbàiev, ràpidament, convocà una reunió dels líders dels cinc estats de l'Àsia central, amb la qual cosa alçà eficaçment l'espectre d'una confederació "turquesa" de les antigues repúbliques com a contrapès als estats "eslaus" (Rússia, Ucraïna i Belarús) en qualsevol federació que pogués succeir la Unió Soviètica. Aquest moviment persuadí els tres presidents eslaus d'incloure el Kazakhstan entre els signataris d'un refós document de dissolució. Així, la capital del Kazakhstan donà el seu nom a la Declaració d'Alma-Atà, en la qual onze de les quinze repúbliques soviètiques anunciaven l'expansió de la CEI. El 16 de desembre del 1991, només cinc dies abans d'aquella declaració, el Kazakhstan havia esdevingut l'última de les repúbliques a proclamar la seva independència.
Des de la independència s'ha aconseguit una estabilitat política alhora que és un país que viola els drets humans.
El Kazakhstan ha seguit el mateix patró polític general que els altres quatre estats asiàtics centrals. Després de declarar la independència de l'estructura política soviètica completament dominada per Moscou i el Partit Comunista de la Unió Soviètica (PCUS) fins al 1991, el Kazakhstan mantingué l'estructura governamental bàsica i, de fet, gran part del mateix lideratge que havien ocupat els primers nivells de poder en 1990. Nursultan Abixulí Nazarbàiev, primer secretari del Partit Comunista del Kazakhstan que començà el 1989, fou elegit president de la república el 1991 i romangué al poder indiscutidament cinc anys més tard. Nazarbàiev considerava que uns quants passos eficaços asseguraven la seva posició. La constitució de 1993 feia responsables el primer ministre i el Consell de Ministres només davant el president, i el 1995 una nova constitució reforçà aquella relació. A més, els partits d'oposició foren severament limitats per restriccions legals de les seves activitats. Dins d'aquell marc rígid, Nazarbàiev guanyà popularitat substancial en limitar el xoc econòmic de la separació de la seguretat de la Unió Soviètica i en mantenir l'harmonia ètnica al país, altament divers, amb més de 100 nacionalitats diferents.
A mitjan 1990, Rússia romania com l'aliat més important del Kazakhstan en matèries de seguretat econòmiques i nacionals, però en tals matèries Nazarbàiev també donà suport a l'enfortiment de les estructures multinacionals de la Comunitat d'Estats Independents (CEI), la confederació que succeí la Unió Soviètica. Mentre les qüestions ètniques, la seguretat nacional i els assumptes econòmics refredaven les relacions amb Rússia durant els anys 1990, Nazarbàiev conreà relacions amb la República Popular de la Xina, les altres nacions asiàtiques centrals, i Occident. No obstant això, el Kazakhstan roman principalment dependent de Rússia. Astanà és, des del 1998, la capital del Kazakhstan.
El govern del Kazakhstan portà endavant polítiques de repatriació per fer tornar els kazakhs que durant les èpoques anteriors a la independència havien emigrat a països veïns, com la Xina. El resultat fou que entre el 1991 i el 2011 entraren 860.400 kazakhs al país. A més, des del 1990 fins al 2016 la qualitat dels habitants del Kazakhstan ha millorat, segons les dades recollides per les Nacions Unides.
El cosmòdrom de la Unió Soviètica conegut com a Cosmòdrom de Baikonur està situat al Kazakhstan a Toretam. Creat el 1955, encara avui és un important nucli del programa aerospacial rus (que lloga les instal·lacions) i mundial, i és un dels centres d'operacions per a l'Estació Espacial Internacional.

### Segle XXI
L'any 2000 es descobrí el jaciment petrolífer anomenat Kashagan (en homenatge a un poeta nacional) prop del Mar Caspi. Aquest jaciment en tretze anys des del descobriment no va produir quasi petroli malgrat els 50 milions de milions de dòlars americans invertits per empreses. No va començar a ser productiu fins al novembre del 2017.
Des de l'any 2000 fins al 2013 hi hagué un creixement econòmic solament detingut durant el 2008 i el 2009 a causa de la crisi financera internacional.
Durant la dècada del 2000 l'empresa israeliana Verint Israel va vendre centres de vigilància al Comitè de Seguretat Nacional del Kazakhstan. Aquests centres permeten interceptar comunicacions.
El 2006 hi hagué un conflicte entre les ètnies kazakh i uigur a Shelek, un poble de la regió d'Almaty, que suposà uns ferits.
El 2007 hi hagué un altre entre kazakhs i txetxens a Malovodnoye que suposà dos morts i sis ferits.

#### Dècada del 2010
El 2012 la població arribà a 16.757.000 habitants, dels quals el 54,7% població urbana i 45,3% rural.
El 2013 l'empresa israeliana NICE Systems va vendre al Comitè de Seguretat Nacional del Kazakhstan un centre de vigilància similar i físicament proper al centres de Verint adquirits durant la dècada del 2000. El mateix any es va informar que el 40% de les explotacions petrolieres són controlades per organitzacions xineses.
Un informe del 2014 de Human Rights Watch explicà que la tortura per part de les institucions policials, la falta de llibertat d'expressió, de dissentiment, de reunió i religió són elements de la pràctica de l'estat.
L'1 de gener de 2015 cofundà la Unió Eurasiàtica juntament amb Rússia i Belarús.
El 2017 el president del país digué que seguiria complint el pacte respecte el petroli per a reduir-ne la quantitat d'extracció. En aquest any Kazakhstan era el principal exportador de petroli de l'Àsia central.
El 2015 el país viu la situació de la multietnicitat, que és quan diferents ètnies són representades a l'estat.
El 2016 inicià el Programa de Privatitzacions 2016-2020. El programa Nurly Zhol pretén la renovació de les infraestructures del transport del Kazakhstan per a ser el centre de transport de l'Àsia central. Entre 2015 i 2016, dins del marge d'aquest programa, renovaren 1.300 kilòmetres de carreteres.
El 19 de març del 2019 el President Nazarbàiev va presentar la seva renúncia al càrrec, exercit durant 28 anys amb un missatge televisiu. La presidència va ser ocupada temporalment pel president del Senat, Kassym-Jomart Tokàiev, fins a les eleccions programades per al 2020. Nazarbáyev seguirà tenint un poder important com a cap del Consell de Seguretat del Kazakhstan, cap del partit de govern Nur Otan i membre del Consell Constitucional.